# Grand Prix du Morbihan 2022
La 45e édition du Grand Prix du Morbihan (anciennement : Grand Prix de Plumelec-Morbihan) a lieu le 14 mai 2022. La course est une épreuve du calendrier UCI ProSeries 2022 en catégorie 1.Pro. C'est également une épreuve de la Coupe de France sur route.

## Présentation

### Équipes participantes
| WorldTeams (6)- Groupama-FDJ - AG2R Citroën Team - Cofidis - Intermarché-Wanty-Gobert Matériaux - Lotto-Soudal - UAE Team Emirates ProTeams (9)- Arkéa-Samsic - TotalEnergies - B&B Hotels-KTM - Caja Rural-Seguros RGA - Euskaltel-Euskadi - Bingoal Pauwels Sauces WB - Equipo Kern Pharma - Burgos-BH - Uno-X Pro Cycling Team Équipes continentales (6)- Saint Michel-Auber 93 - UC Nantes Atlantique - Nice Métropole Côte d'Azur - Go Sport-Roubaix Lille Métropole - Bike Aid - Premier Tech U23 Cycling Project |
| |

## Classement final
| \| Classement général \| Classement général \| Classement général \| Classement général \| Classement général \| \| Coureur \| Coureur \| Pays \| Équipe \| Temps \| \| ------------------ \| ------------------ \| ------------------ \| ---------------------------------- \| ------------------ \| \| 1er \| Julien Simon \| France \| TotalEnergies \| 4 h 24 min 58 s \| \| 2e \| Alexander Kristoff \| Norvège \| Intermarché-Wanty-Gobert Matériaux \| + 0 s \| \| 3e \| Jake Stewart \| Royaume-Uni \| Groupama-FDJ \| + 0 s \| \| 4e \| Amaury Capiot \| Belgique \| Arkéa-Samsic \| + 0 s \| \| 5e \| Luca Mozzato \| Italie \| B&B Hotels-KTM \| + 0 s \| \| 6e \| Eddy Finé \| France \| Cofidis \| + 0 s \| \| 7e \| Clément Venturini \| France \| AG2R Citroën Team \| + 0 s \| \| 8e \| Flavien Maurelet \| France \| Saint Michel-Auber 93 \| + 0 s \| \| 9e \| Florian Vermeersch \| Belgique \| Lotto-Soudal \| + 0 s \| \| 10e \| Jonathan Lastra \| Espagne \| Caja Rural-Seguros RGA \| + 0 s \| |                    |             |                                    |                 |
| |                    |             |                                    |                 |
| Sources : ProCyclingStats Cycling Quotient Cycling Archives |                    |             |                                    |                 |
| Classement général |                    |             |                                    |                 |
| Coureur | Coureur            | Pays        | Équipe                             | Temps           |
| 1er | Julien Simon       | France      | TotalEnergies                      | 4 h 24 min 58 s |
| 2e | Alexander Kristoff | Norvège     | Intermarché-Wanty-Gobert Matériaux | + 0 s           |
| 3e | Jake Stewart       | Royaume-Uni | Groupama-FDJ                       | + 0 s           |
| 4e | Amaury Capiot      | Belgique    | Arkéa-Samsic                       | + 0 s           |
| 5e | Luca Mozzato       | Italie      | B&B Hotels-KTM                     | + 0 s           |
| 6e | Eddy Finé          | France      | Cofidis                            | + 0 s           |
| 7e | Clément Venturini  | France      | AG2R Citroën Team                  | + 0 s           |
| 8e | Flavien Maurelet   | France      | Saint Michel-Auber 93              | + 0 s           |
| 9e | Florian Vermeersch | Belgique    | Lotto-Soudal                       | + 0 s           |
| 10e | Jonathan Lastra    | Espagne     | Caja Rural-Seguros RGA             | + 0 s           |

## Classements et prix annexes
- Classement des sprints intermédiaires :
- Meilleur breton et morbihannais :